# Euparyphus proxipalus
Euparyphus proxipalus is een vliegensoort uit de familie van de Stratiomyidae. De wetenschappelijke naam van de soort is voor het eerst geldig gepubliceerd in 1973 door Quist.